# Lennart Johansson (militär)
Lennart Erik Johansson, född den 6 augusti 1942 i Sexdrega församling i Älvsborgs län, är en svensk militär.
Johansson blev officer 1965 och kapten vid Upplands signalregemente 1972. Han studerade 1972–1975 tekniska kursen vid Militärhögskolan och befordrades 1976 till major. Han var lärare vid Militärhögskolan 1981–1982. År 1982 befordrades han till överstelöjtnant och var avdelningschef i Arméstaben 1982–1985, chef för Norrlands signalbataljon 1985–1986 och därefter åter avdelningschef i Arméstaben 1986–1987. År 1987 befordrades han till överste och han var chef för Norrlands signalregemente 1987–1990. Han befordrades 1990 till överste av första graden och var 1990–1999 chef för Upplands regemente. Åren 1994–1999 var han tillika befälhavare för Uppsala försvarsområde (1998 namnändrat till Uppsala och Västmanlands försvarsområde).